# 2,2-dimetilheptano
El 2,2-dimetilheptano es un alcano de cadena ramificada con fórmula molecular C9H20.